# Artabotrys cubittii
Artabotrys cubittii Chatterjee – gatunek rośliny z rodziny flaszowcowatych (Annonaceae Juss.). Występuje naturalnie w Mjanmie oraz Indiach (w stanach Asam, Manipur i Meghalaya). 

## Morfologia
PokrójZimozielony krzew dorastający do 2,5 m wysokości. Pędy są pnące, młodsze owłosione.
LiścieMają eliptycznie lancetowaty kształt. Mierzą 10–24 cm długości oraz 4–8 cm szerokości. Nasada liścia jest ostrokątna. Wierzchołek jest ostry lub spiczasty. Ogonek liściowy jest nagi i dorasta do 3–7 mm długości.
KwiatySą pojedyncze lub zebrane po 2–4 w pęczkach. Rozwijają się w kątach pędów. Działki kielicha mają owalny kształt i dorastają do 7–10 mm długości, są owłosione, zrośnięte u podstawy. Płatki mają owalnie lancetowaty kształt, osiągają do 18–25 mm długości. Kwiaty mają 12 owłosionych słupków o jajowatym kształcie.
OwoceZebrane po 6–7 tworzą owoc zbiorowy. Mają jajowaty kształt. Osiągają 3–3,5 cm długości.

## Biologia i ekologia
Rośnie w wilgotnych lasach. Występuje na wysokości do 1200 m n.p.m. Kwitnie w marcu, natomiast owoce pojawiają się w lipcu.